# Марсель-Ла-Роз
Марсе́ль-Ла-Роз (фр. Marseille-La Rose) — кантон во Франции, находится в регионе Прованс — Альпы — Лазурный Берег, департамент Буш-дю-Рон. Входит в состав округа Марсель.
Код INSEE кантона — 1340. В кантон Марсель-Ла-Роз входит часть коммуны Марсель.
Население кантона на 2008 год составляло 34 196 человек.